# Jordi Bernàcer
Jordi Bernàcer (Alcoy, 5 de noviembre de 1976) es un director de orquesta español.

## Trayectoria académica
Inicia sus estudios musicales a la edad de seis años en el Conservatorio Juan Cantó de su ciudad natal, continuándolos posteriormente en el Conservatorio Superior Joaquín Rodrigo de Valencia donde inicia sus estudios de dirección de orquesta con Manuel Galduf. Su pasión por la dirección le lleva a asistir a los cursos internacionales de dirección impartidos por Erwin Acél en Viena, donde obtuvo el premio de dirección de orquesta otorgado por el Verein Wiener Musikseminar. 
En 2000 se traslada a la capital austríaca para cursar los estudios de dirección de orquesta bajo la tutela de los profesores Georg Mark y Reinhard Schwarz en el Konservatorium Wien, graduándose con las más altas calificaciones. En 2004 fue seleccionado para dirigir en el “Beethoven Workshop” impartido por Daniel Barenboim en el Musikverein de Viena.

## Trayectoria profesional
Finalizados sus estudios de dirección en el conservatorio de Viena, Jordi Bernàcer es nombrado director asistente del Coro de la Generalidad Valenciana, iniciando poco después su actividad como asistente del Maestro Lorin Maazel en el Palau de les Arts Reina Sofía de Valencia. Su trabajo con el director y compositor estadounidense marcará una estrecha relación artística y le llevará a ser nombrado en 2007 Director Asociado del Castleton Festival de Virginia (EE. UU.) fundado por Maazel, constituyendo estas actuaciones su debut americano.
Ha sido asistente de Maestros como Riccardo Chailly, Sir Andrew Davis, Valery Gergiev, Reinbert de Leew, Nicola Luisotti, Zubin Mehta o Georges Prêtre entre otros. En 2015 fue nombrado Director Residente de la Ópera de San Francisco, cargo que ocupó durante tres temporadas.
Después de su presentación en el Palau de les Arts de Valencia con Manon de Massenet en 2010, ha dirigido de forma continuada en prestigiosos teatros de ópera internacionales, como la Wiener Staatsoper, Deutsche Oper Berlin, Semperoper de Dresde, Los Angeles Opera, San Francisco Opera, Teatro dell’Opera de Roma, Teatro Comunale de Bologna, Teatro San Carlo de Nápoles, Teatro Massimo de Palermo, Teatro Carlo Felice de Genova, Teatro Regio de Turín, Teatro Petruzzelli de Bari, Teatro Massimo Bellini de Catania, Bolshoi Theater de Moscú, Teatro Mariinski de San Petersburgo, Ópera Nacional de Hungría, Opéra Royal de Wallonie, Teatro Real de Madrid, Teatro de la Zarzuela de Madrid, Teatro de la Maestranza de Sevilla, Teatro Colón de Buenos Aires, Royal Opera House Muscat.
En el repertorio sinfónico ha dirigido la práctica totalidad de las orquestas españolas, incluyendo la Orquesta Nacional de España o la Orquesta Sinfónica de la RTVE, así como la Toscanini de Parma, Filarmónica de Montecarlo, Orchestre Colonne de París, Orchestre Pasdeloup de París, Münchner Symphoniker, Nordwestdeutsche Philharmonie, Philharmonie Baden-Baden, Nacional de Estonia, Sinfónica de Lituania, Filarmónica de Budapest, Kammerorchester Berlin, Prag Chamber Orchestra, entre otras.
Dirige a cantantes de la talla de Josep Carreras, Plácido Domingo o Leo Nucci así como a solistas de la escena internacional como Alena Baeva, Michele Campanella, Juan Manuel Cañizares, Gennaro Cardaropoli, José Mª Gallardo del Rey, Benedict Kloeckner, Ksenia Kogan, Katia y Marielle Labèque, Damián Martínez, Ramón Ortega, Daniel Ottensamer, Javier Perianes, Jean-Guihen Queyras, Nils Mönkemeyer, Shubhendra Rao, Maxim Rubtsov, Anoushka Shankar, Frank Peter Zimmermann. 

## Estrenos
Ha dirigido estrenos mundiales de compositores como Sergio Cervetti, Voro García, Juan Camilo Hernández Sánchez, Félix Ibarrondo, Pilar Jurado, Béla Koreny, Roberto López, Manuel Martínez Burgos, Vsevolod Polonsky, Mauricio Sotelo, Marco Taralli y Jesús Torres, estrenos en España de Elliot Carter, John Corigliano y Afred Schnittke así como estrenos en Europa de Tom Johnson. 

## Festivales
Jordi Bernàcer es invitado habitualmente a dirigir en festivales como: 
- Festival Mozart de A Coruña
- Festival de Música Contemporánea de Alicante
- Festival Internacional de Música “Castell de Peralada”
- Festival de Santander
- Macerata Opera Festival (Macerata, Italia)
- Festival della Valle d’Itria (Martina-Franca,     Italia)
- San Carlo Opera Festival (Nápoles, Italia)
- Caracalla Festival (Roma, Italia)
- Arena de Verona (Verona, Italia)
- Ljubljana Festival (Ljubliana, Eslovenia)
- Castleton Festival (Virginia, EE. UU.)
- Abu Dhabi Classic (Emiratos Árabes)

## Grabaciones
Realiza grabaciones para RNE, RTVE, Abu Dhabi Classic FM, RAI y los sellos “La llum de les imatges” (Generalitat Valenciana), Nibius, Unitel y Warner Classic.  